# Линден, Жан Жюль
Жан Жюль Линде́н (фр. Jean Jules Linden; 3 февраля 1817, Люксембург — 12 января 1898, Брюссель) — бельгийский биолог и ботаник.

## Биография

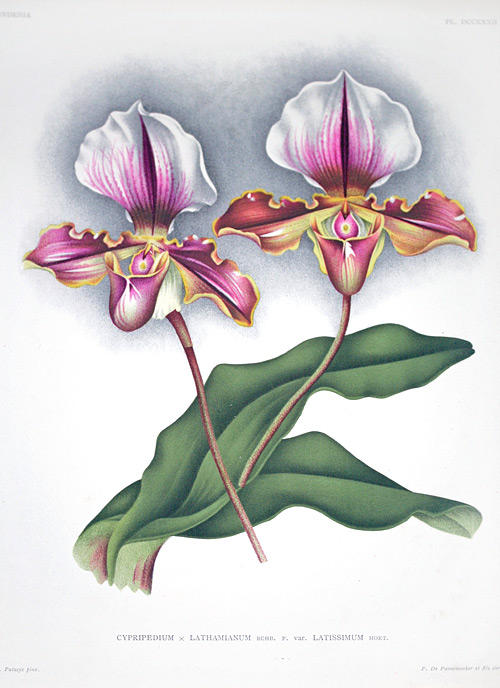
Cypripedium lathamianum

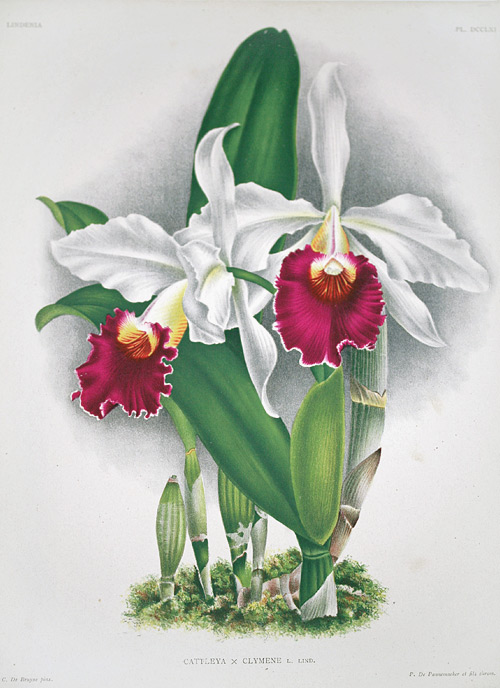
Cattleya clymene

Жан Жюль Линден родился в городе Люксембург 3 февраля 1817 года. Учился в Брюсселе.
В 1835 году в возрасте 19 лет он был послан бельгийским правительством в экспедиционную поездку, во время которой объезжал страны Центральной Америки и Южной Америки.
С этого же времени Ж. Ж. Линден начал коллекционировать орхидеи, в основном в Южной Америке. Во время ряда путешествий он сделал подробные записи об условиях, в которых эти растения росли в дикой природе. Жан Жюль Линден написал об орхидеях множество книг.
Во время трёх поездок, которые длились в общей сложности около 10 лет, Линден изучил множество ранее неизвестных растений. Иногда он путешествовал вместе с таким известным исследователем, как Александр фон Гумбольдт. Ж. Ж. Линден внёс значительный вклад в ботанику, описав множество видов растений.
Жан Жюль Линден умер в Брюсселе 12 января 1898 года.

## Научная деятельность
Ж. Ж. Линден специализировался на папоротниковидных и на семенных растениях.

## Публикации
- L’Illustration Horticole, Journal spécial des Serres et des Jardins. — Gent-Brüssel 1854—1884.
- Pescatorea — Iconographie des Orchidées, 1854—1860. — Bruxelles, 1860.
- Lindenia. Iconographie des Orchidées, 17 volumes. — Bruxelles, 1885—1906[7].